# Edvin Wide
Emil Edvin Wide (22. února 1896 – 19. června 1996) byl švédský běžec na střední a dlouhé tratě.

## Život
Edvin Wide se narodil 22. února roku 1896 ve Finsku jako Emil Edvin Hermansson a v roce 1918 se přestěhoval do Švédska. Na Letních olympijských hrách 1920 reprezentoval Švédsko v týmovém závodě v běhu na 3000 m, kde se společně s Ericem Backmanem a Svenem Lundgrenem umístili na třetím místě. Následující Olympijské hry 1924 byly pro Wida úspěšnější, neboť zde doběhl jako druhý v běhu na 10 000 m za finským běžcem Villem Ritolou a v běhu na 5000 m obsadil třetí pozici, kde jej předběhli pouze Paavo Nurmi a opět Ville Ritola.
Během Olympijských her 1928 se pro Wida opakovala tatáž situace, která se mu přihodila na předchozích olympijských hrách. V běhu na 5000 m skončil na třetí pozici a před ním zůstali Paavo Nurmi s Villem Ritolou, avšak tentokrát nezvítězil Paavo Nurmi, nýbrž s těsným náskokem Ville Ritola. Wide se dále účastnil i v běhu na 10 000 m, ve kterém skončil opět na třetí pozici znovu za Paavem Nurmim a Villem Ritolou. Celkově se tak jednalo o jeho čtvrtou bronzovou medaili z olympijských her.
Edvin Wide celkově dvanáctkrát obhájil tuzemský mistrovský titul; pětkrát v přespolním běhu (mezi léty 1922 – 1926), čtyřikrát v běhu na 1500 m a třikrát v běhu na 5000 m. Stal se také držitelem švédských rekordů v běhu na 1500, 5000 a 10 000 m a rekordů mimo olympijské hry ve štafetě 4 × 1500 m a v běhu na 2000 m a 3000 m. Roku 1929 vyhrál halové mistrovství USA v běhu na 2 míle.
Wide žil většinu svého života poblíž města Enköping ve Švédsku, kde pracoval ve zdejší škole jako učitel a později i jako ředitel školy. V roce 1926 mu byla udělena Zlatá medaile Svenska Dagbladet. Svoji závodní kariéru ukončil v roce 1930.
Edvin Wide zemřel 19. června roku 1996 ve vysokém věku 100 let a zanechal po sobě dva syny.